# Macaranga inamoena
Macaranga inamoena är en törelväxtart som beskrevs av Ferdinand von Mueller och George Bentham. Macaranga inamoena ingår i släktet Macaranga och familjen törelväxter. Inga underarter finns listade i Catalogue of Life.